# Ignisious Gaisah
Anthony Ignisious Gaisah Essuman  (né le 20 juillet 1983 à Kumasi au Ghana) est un athlète ghanéen naturalisé néerlandais en 2013, spécialiste du saut en longueur

## Biographie
Sous les couleurs du Ghana, Gaisah remporte le titre mondial en salle en 2006 avec un saut à 8,30 m. L'année précédente, il remportait l'argent à l'édition en plein air.
Résident aux Pays-Bas depuis 2001 où il concourt pour le P.A.C Rotterdam, Ignisious Gaish est naturalisé néerlandais en juin 2013 où il participe deux mois plus tard aux championnats du monde de Moscou et remporte la médaille d'argent avec un saut à 8,29 m, nouveau record des Pays-Bas. Il s'incline devant le Russe Aleksandr Menkov, médaillé d'or avec 8,56 m.
En 2014, il change de coach qui était Eric van der Steenhoven depuis son arrivée en 2001 pour s'entrainer avec l'Américain Rana Reider, notamment coach d'une élite de l'athlétisme (Christian Taylor champion olympique du triple saut, Shara Proctor vice-championne du monde de la longueur...).
Le 7 juillet 2016, le Néerlandais remporte la médaille de bronze des Championnats d'Europe d'Amsterdam devant son public, grâce à un saut à 7,93 m.

## Palmarès
| Date                         | Compétition                    | Lieu             | Résultat | Marque  |
| ---------------------------- | ------------------------------ | ---------------- | -------- | ------- |
| Concourant pour le Ghana     |                                |                  |          |         |
| 2003                         | Championnats du monde          | Paris            | 4e       | 8,13 m  |
| 2003                         | Finale mondiale                | Monaco           | 3e       | 8,26 m  |
| 2003                         | Jeux africains                 | Abuja            | 1er      | 8,30 m  |
| 2004                         | Jeux olympiques                | Athènes          | 6e       | 8,24 m  |
| 2004                         | Finale mondiale                | Monaco           | 1er      | 8,32 m  |
| 2005                         | Championnats du monde          | Helsinki         | 2e       | 8,34 m  |
| 2005                         | Finale mondiale                | Monaco           | 4e       | 8,23 m  |
| 2006                         | Championnats du monde en salle | Moscou           | 1er      | 8,30 m  |
| 2006                         | Jeux du Commonwealth           | Melbourne        | 1er      | 8,20 m  |
| 2006                         | Championnats d'Afrique         | Bambous          | 1er      | 8,51 m  |
| 2006                         | Finale mondiale                | Stuttgart        | 4e       | 8,26 m  |
| 2006                         | Coupe du monde des nations     | Athènes          | 4e       | 8,09 m  |
| 2010                         | Championnats du monde en salle | Doha             | 7e       | 7,81 m  |
| 2010                         | Jeux du Commonwealth           | New Delhi        | 3e       | 8,12 m  |
| 2011                         | Jeux africains                 | Maputo           | 2e       | 7,86 m  |
| 2012                         | Championnats du monde en salle | Istanbul         | 7e       | 7,86 m  |
| 2012                         | Championnats d'Afrique         | Porto-Novo       | 3e       | 7,73 m  |
| Concourant pour les Pays-Bas |                                |                  |          |         |
| 2013                         | Championnats du monde          | Moscou           | 2e       | 8,29 m  |
| 2014                         | Championnats d'Europe          | Zurich           | 6e       | 8,08 m  |
| 2014                         | Coupe continentale             | Marrakech        | 1re      | 8,11 m  |
| 2014                         | Ligue de diamant               | Ligue de diamant | 2e       | détails |
| 2016                         | Championnats d'Europe          | Amsterdam        | 3e       | 7,93 m  |

## Records
| Épreuve          | Épreuve   | Performance | Lieu      | Date            |
| ---------------- | --------- | ----------- | --------- | --------------- |
| Saut en longueur | Extérieur | 8,43 m      | Rome      | 14 juillet 2006 |
| Saut en longueur | Salle     | 8,36 m      | Stockholm | 2 février 2006  |